# プロスタグランジンF2α
プロスタグランジンF2α（Prostaglandin F2α，PGF2α）は、自然界に存在するプロスタグランジンの一種で、医学的には陣痛促進剤や人工妊娠中絶剤として使用されている。
哺乳類では、黄体期に着床しなかった場合に、オキシトシンの刺激を受けて子宮から分泌される。黄体に作用して黄体融解を引き起こし、白体を形成してプロゲステロンの産生を停止させる。PGF2αの作用は、黄体膜上の受容体の数に依存する。
PGF2αのアイソフォームである8-iso-PGF2αは、子宮内膜症患者で有意に増加していることが確認されており、子宮内膜症に関連する酸化ストレスの原因となる可能性がある。

## 作用機序
PGF2αは、プロスタグランジンF2α受容体に結合して作用する。PGF2αは、子宮内のオキシトシン濃度の上昇に応じて放出され、黄体融解とオキシトシンの放出の両方を刺激する。PGF2αは、子宮内のオキシトシンレベルの上昇と関連しているため、PGF2αとオキシトシンが正のフィードバックループを形成して黄体の分解を促進するという証拠が得られている。また、PGF2αとオキシトシンは、黄体形成を促進するホルモンであるプロゲステロンの産生を阻害する。逆に、プロゲステロン濃度が高くなると、PGF2αやオキシトシンの産生が抑制され、ホルモンの作用が相反することになる。

## 生合成

プロスタグランジンの生合成経路

体内でPGF2αはいくつかの段階を経て合成される。まず、ホスホリパーゼA2（PLA2）により、リン脂質がアラキドン酸に変換され、プロスタグランジンの原料となる。アラキドン酸は、2つのシクロオキシゲナーゼ（COX）受容体であるCOX-1およびCOX-2と反応し、中間体であるプロスタグランジンH2を形成する。この化合物はPGE合成酵素によりPGE2となり、最後にアルドース還元酵素（AKR1B1）と反応してPGF2αを生成する。

## 誘導体
医薬品としてプロスタグランジンF2αの類縁物質が合成されている。
- ラタノプロスト
- ビマトプロスト
- トラボプロスト
- カルボプロスト（英語版）

## 参考資料
1. ↑   The Merck index : an encyclopedia of chemicals, drugs, and biologicals.. O'Neil, Maryadele J., Royal Society of Chemistry (Great Britain) (15th ed.). Cambridge, UK: Royal Society of Chemistry. (2013). ISBN 978-1849736701. OCLC 824530529
2. ↑  “Role of 8-iso-prostaglandin F2alpha and 25-hydroxycholesterol in the pathophysiology of endometriosis”. Fertility and Sterility 94 (1):  63–70. (June 2010). doi:10.1016/j.fertnstert.2009.01.141. PMID 19324352.
3. ↑  “Prostaglandins and thromboxanes”. Annual Review of Biochemistry 47:  997–1029. (1978). doi:10.1146/annurev.bi.47.070178.005025. PMID 209733.
4. ↑  “Oxytocin, oxytocin-associated neurophysin, and prostaglandin F2 alpha concentrations in the utero-ovarian vein of pregnant and nonpregnant sheep”. Endocrinology 119 (6):  2590–7. (December 1986). doi:10.1210/endo-119-6-2590. PMID 3465529.
5. ↑  “A postgenomic integrated view of prostaglandins in reproduction: implications for other body systems”. Journal of Physiology and Pharmacology 59 Suppl 1:  65–89. (August 2008). PMID 18802217.